# It Ain't Me Babe
"It Ain't Me Babe" je naslov pjesme koju je napisao i uglazbio Bob Dylan, a prvi put je objavljena 1964.g. kao posljednja na njegovom albumu Another Side of Bob Dylan.
Početni stih ("Go away from my window...") je vjerojatno nastao pod utjecajem kompozicije "Go 'Way From My Window" čijeg autora John Jacob Nilesa, američkog muzikologa i folk-pjevača, Dylan u svojoj autobiografiji navodi kao svoj rani uzor.
Pjesma s opipljivom dozom gorčine govori o promašenoj vezi dvoje ljudi baziranoj na posesivnosti: "...rekla si da tražiš nekog...tko će umrijet za tebe, i više od tog...ali ja nisam taj".

### Najpoznatije obrade
- Johnny Cash 1965.g. na albumu Orange Blossom Special
- Joan Baez 1964.g. na albumu Joan Baez/5  ;  1967.g. na Live In Japan

## Vanjske poveznice
- It Ain't Me, Babe  Arhivirana inačica izvorne stranice od 7. rujna 2010. (Wayback Machine)